# Empédocle
Pour les articles homonymes, voir Empédocle (homonymie).
Empédocle (en grec ancien : Ἐμπεδοκλῆς / Empedoklês) est un philosophe, poète, ingénieur et médecin grec de Sicile, du Ve siècle av. J.-C. Il fait partie des philosophes présocratiques, ces premiers penseurs qui ont tenté de découvrir l'arkhè du cosmos, son « schéma ». L'originalité d'Empédocle est de poser deux principes qui règnent cycliquement sur l'univers, l'Amour et la Haine. Ces principes engendrent les quatre éléments dont sont composées toutes les choses matérielles : l'eau, la terre, le feu et l'éther (ou l'air). L'Amour est une force d'unification et de cohésion qui fait tendre les choses vers l'unité (par exemple les organismes vivants) ou même l'Un quand il s'agit du cosmos. La Haine est une force de division et de destruction qui fait tendre les choses vers le multiple.
Empédocle privilégie la forme poétique pour décrire sa philosophie dans deux poèmes dont il ne nous reste que des fragments : De la nature et les Purifications. Il est influencé par Parménide (auteur lui aussi d'un poème De la nature) et de ce fait, parfois rattaché à l'école éléatique. Il reçoit également l'influence de Pythagore, notamment à propos de l'un et du multiple. Diogène Laërce en fait un membre de l'école pythagoricienne. Il passe pour un magicien, et parfois pour un mystique. La source principale des fragments conservés d'Empédocle est l'œuvre d'Aristote. Il se peut que la doctrine de l'Un et de l'Amitié d'Empédocle ait été influencée par le zoroastrisme d'Orient.
Les fragments d'Empédocle ont été commentés avec enthousiasme par des poètes et des penseurs méditant sur le cosmos, comme Lucrèce, Hölderlin, Nietzsche et Bachelard. Romain Rolland, critique fervent d'Empédocle, affirme qu'Empédocle « représentait pour son temps l'homme universel ». Une légende, déjà réfutée dans l’Antiquité, raconte qu'il serait mort en se jetant dans le feu divin de l'Etna, abandonnant à la terre, sur les bords du cratère, ses sandales. Cette légende alimente les rêveries sur sa vie et sa philosophie : Hölderlin en tire une tragédie, La mort d'Empédocle, et Bachelard construit un « complexe d'Empédocle » dans ses ouvrages sur le feu. Il s'agit du désir inconscient d'être consumé, détruit par les flammes. Dans les années 1960, la philosophie d'Empédocle est reconstruite et intégralement commentée par Jean Bollack.

## Biographie
Les dates de naissance et de mort d'Empédocle ne sont pas certaines : il vécut probablement entre 490 et 435 av. J.-C. Sa vie nous est mal connue et revêt parfois un caractère légendaire, manifestement dû à sa personnalité quelque peu excentrique.
Issu de l'aristocratie, il fut un philosophe et homme politique important d'Agrigente dont il accompagna le passage à la démocratie après la chute de la tyrannie. On lui attribue en effet la dissolution du Conseil des Mille, institution oligarchique qui réservait le pouvoir aux familles les plus riches.
Il fut banni et a peut-être terminé sa vie dans le Péloponnèse après avoir parcouru la Grande Grèce.
Il aurait permis à la cité voisine de Sélinonte de mettre fin à une violente épidémie, en faisant drainer les eaux stagnantes des estuaires. D'autres prodiges lui sont attribués, jusqu'à la résurrection d'une femme, alors que lui considère avoir déjà vécu plusieurs vies, voire être immortel.

D'après une légende, dont l'historicité est suspecte et non avérée, Empédocle se serait jeté dans les fournaises de l'Etna en abandonnant sur le bord une de ses chaussures, preuve de sa mort. Il aurait acquis ainsi l'immortalité. Hippobotus le soupçonne d'avoir mis en scène sa propre disparition afin de faire croire à sa mort. L'histoire est réfutée par Strabon, par le témoignage récent de voyageurs ayant fait l'ascension de l'Etna (Géographie, VI, 7-8) :
« On ne peut, en effet, selon eux, s'approcher du cratère, ni le voir, et ils supposaient qu'on pouvait encore moins y jeter quoi que ce soit à cause de la poussée contraire des vents jaillis des profondeurs du volcan et de la chaleur, qui oblige vraisemblablement à s'arrêter bien avant qu'on n'en ait atteint l'orifice ».
Empédocle fut sans doute le plus étrange et le plus excentrique des Présocratiques : il est, selon Nietzsche, « la figure la plus bariolée de la philosophie ancienne ». « Il s'habillait de vêtements de pourpre avec une ceinture d'or, des souliers de bronze et une couronne delphique. Il portait des cheveux longs, se faisait suivre par des esclaves, et gardait toujours la même gravité de visage. Quiconque le rencontrait croyait croiser un roi » (Favorinus d'Arles).
Dans l'histoire de la philosophie en islam, le personnage est tout autant entouré de mystère : al-'Amiri le considère comme le premier philosophe grec, initié par le sage Luqman, personnage lui-même légendaire, cité dans le Coran, et à qui l'on attribue certaines fables d'Ésope,.
Il a écrit sa pensée sous la forme de deux poèmes, peut-être réunis en un Περὶ Φύσεως / Peri phuseôs (De la nature), et en Καθαρμοί / Katharmoi (Purifications). Il nous en reste environ quatre cents vers. Il faut ajouter un papyrus fragmentaire du Ier siècle, découvert à Strasbourg, édité en 1999. Il est le père de la rhétorique aux yeux d'Aristote. Le De la nature est dédié à Pausanias (en), qui selon Diogène Laërce exerçait la médecine et était son amant.

## Place dans la philosophie antique
Sa pensée est influencée par l'Orient, l'orphisme et le pythagorisme.
On retrouve des fragments des écrits ou de la pensée d'Empédocle chez Platon (dans la République), chez Aristote (dans la Métaphysique) ou encore dans le Dialogue sur l'Amour de Plutarque.
Théophraste dit dans son ouvrage Des Sens, qu'Empédocle fut l'émule de Parménide et qu'Empédocle disait le noir fait d'eau et le blanc fait de feu.

## Philosophie

### De la sensation
Il y a, sur la sensation, de nombreuses opinions, qui peuvent se réduire à deux générales : les uns la font produire par le semblable, les autres par le contraire. Parménide, Empédocle et Platon sont au nombre des premiers ; Anaxagore soutient la seconde thèse. La perception s'explique par le fait que des effluves ou émanations se détachent des objets et sont reçus par les organes sensoriels.

### Cosmologie

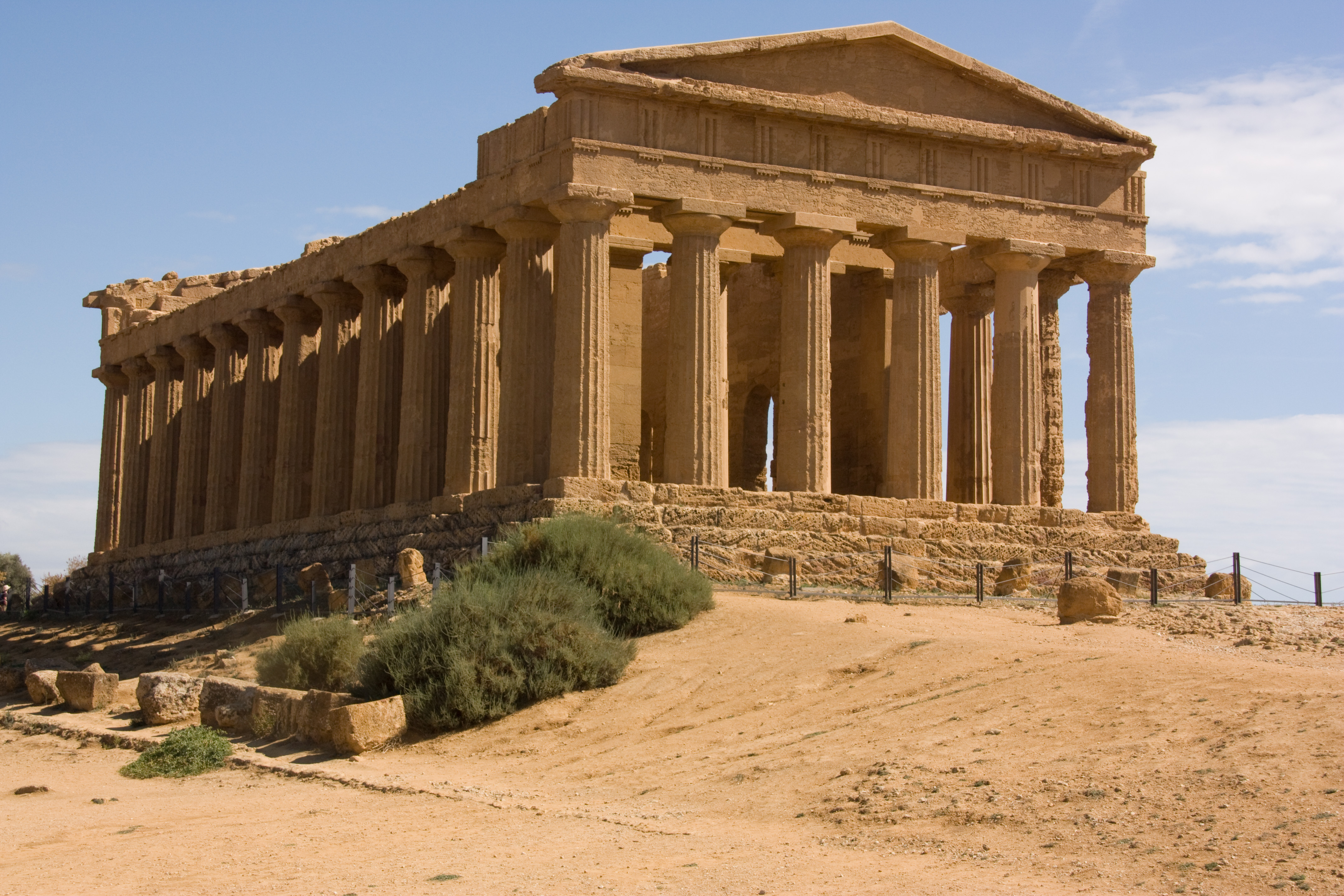
Agrigente, le temple de la Concorde.

Empédocle nie l'idée de création ex nihilo : « il est impossible que rien devienne de ce qui n'est pas ». Il n'y a ni création à partir du néant, ni destruction absolue. Toute naissance et toute mort ne sont que la combinaison ou la désunion d'éléments primordiaux.
Sa doctrine physique fait des quatre éléments (le Feu, l'Air, la Terre, l'Eau) les principes composant toutes choses.

« Connais premièrement la quadruple racine 

De toutes choses : Zeus aux feux lumineux, 

Héra mère de vie, et puis Aidônéus, 

Nestis enfin, aux pleurs dont les mortels s'abreuvent. »

Il y a d’abord le problème de l'interprétation de tels fragments. Zeus, dieu de la lumière céleste, désigne le Feu ; Héra, épouse de Zeus, désigne l'Air ; Aidônéus (Hadès), dieu des Enfers, désigne la Terre ; Nestis (Poséidon) désigne l'Eau. Cependant, pour Stobée, qui semble moins crédible, Héra est la Terre, Aidônéus est l'Air. Se pose ensuite le problème de l'ordre des éléments. Empédocle dit Feu/Air/Terre/Eau. Plus logiquement, Aristote établit la série : Feu, Air, Eau, Terre. Enfin il y a le problème de la complétude. Combien d'Éléments ? Le jeune Aristote et l'auteur de l'Épinomis ajouteront un cinquième Élément, qui est donc la quinte essence : l'Éther.
À ces Éléments s'ajoutent les Forces de l'Amour et de la Haine : l'Amour rapproche même ce qui est dissemblable, et la Haine sépare ce qui est joint :

« À un moment donné, l'Un se forma du Multiple, à un autre moment, il se divisa, et de l'Un sortit le Multiple — Feu, Eau et Terre et la hauteur puissante de l'Air. »

La dualité et l'opposition des forces d'Amour-Haine s'appliquant sur ces quatre Éléments subit en outre une alternance : à un état où règne seul l'Amour et où tout est uni (le Sphairos - σφαῖρος - rappelant la sphère de Parménide), succède l'introduction progressive de la Haine jusqu'à complète séparation des Éléments, l'Amour réapparaissant alors ramène les choses à l'unité et vers un nouveau cycle :

« Car ils prévalent alternativement dans la révolution du cercle, et passent les uns dans les autres, et deviennent grands selon le tour qui leur a été assigné. »

Empédocle situe notre époque dans une phase de progression de la Haine : du Sphairos s'est séparé l'Air (atmosphère), puis le Feu (lumière du jour, étoiles), la Terre, et de la Terre l'Eau.
La description de la génération des êtres vivants obéit au même double mouvement : d'un état primitif d'androgynie à la génération sexuée sous le progrès de la Haine ; membres solitaires et errants cherchant à s'unir dans la phase de réunion sous l'impulsion de l'amour (« têtes sans cous, bras nus privés d'épaules, des yeux vagues dépourvus de fronts »).

### Du Ciel

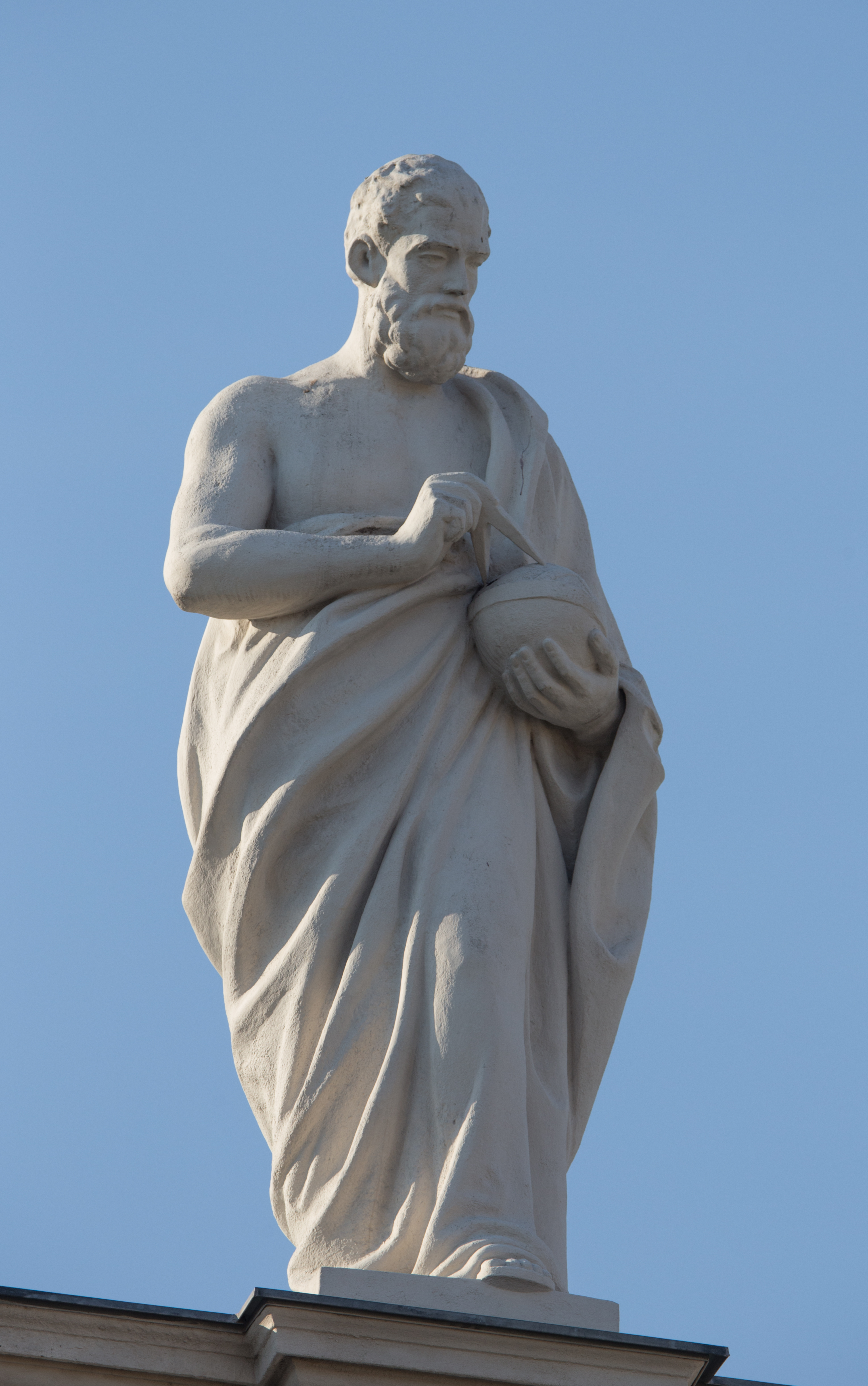
Statue d'Empédocle, à Vienne.

Pour Empédocle, par l'action du ciel, la Terre reste tranquille par l'effet d'un tourbillon qui l'entoure ; pour Anaximène, Anaxagore et Démocrite, elle est une vaste et plate huche. Empédocle a proposé, le premier en Occident, une explication correcte des éclipses de Soleil.

### Sciences et médecine
Il est l'auteur d'un grand ouvrage philosophique Sur la nature, et d'un Discours médical très tôt perdu. Des fragments de poèmes qui ont survécu montrent son intérêt pour les questions médicales.
Selon Empédocle, la nature est un jeu de mélanges et d'échanges par union et séparation, affinité et répulsion. Le monde est constitué de combinaisons à partir de quatre substances fondamentales (terre, air, feu et eau).
Il ne s'agit pas exactement « d'éléments », il n'utilise pas le terme stoicheion employé à partir de Platon, mais celui de rhizômata  « racines », celui qu'employaient les pythagoriciens à propos des nombres. Ces racines sont des substances originaires, éternelles et incréées, dont le mélange et la séparation composent le monde.
Empédocle établit une distinction nette entre les composés et ce dont ils sont composés. Il est l'un des premiers philosophes à concevoir l'idée d'élément constitutif irréductible, non pas au sens moderne (corps chimique pur), mais plutôt comme état de la matière. Par exemple la « racine » eau est employée pour le métal en fusion. La terre, l'eau et l'air représentent approximativement la matière dans ses états solide, liquide et gazeux.
Sa deuxième contribution est l'idée de proportion des mélanges, ce qui indique une influence pythagoricienne. Il explique ainsi comment un petit nombre fini de racines peut donner naissance à un nombre apparemment infini de substances différentes : par proportion fixe et définie dans les différents composés.
En appliquant cette réflexion à la médecine, Empédocle suggère que l'os et le muscle sont des mélanges de proportion différente. Par exemple, l'os est composé de feu, d'eau et de terre dans le rapport 4 : 2 : 2. La chair est formée à partir du sang, et le sang est composé de 4 racines en proportion égale, soit l'équilibre parfait : c'est le sang qui est le siège de la connaissance et qui détermine la pensée.
L'équilibre des mélanges réalise la santé. Il conçoit la digestion comme un processus mécanique. Il explique le mécanisme de la respiration et de la circulation sanguine par analogie avec le comportement de l'eau et de l'air dans la clepsydre, c'est-à-dire comme des mouvements alternatifs de pression entre deux fluides différents,. La perception sensorielle se fait par attraction mécanique de particules qui pénètrent les pores de la peau, l'œil ou l'oreille, pour se joindre à des particules semblables, et qui sont transportées par le sang pour être ressenties par le cœur.
La chaleur rend compte de la différence entre les sexes (le mâle est plus chaud que la femelle) et de l'alternance veille-sommeil (le sommeil comme processus de refroidissement).
Contrairement à ceux qui pensaient que le fœtus se nourrit directement par imbibition comme une éponge, il déduit de ses observations qu'il se nourrit par l'intermédiaire du placenta. Le lait maternel est le résultat de la décomposition d'un sang superflu.
De nombreuses anecdotes, plus ou moins crédibles, témoignent de son activité médicale. La plus célèbre est celle où il guérit une femme inerte et en état d'apnée depuis trente jours.

Empédocle peut apparaitre comme un thaumaturge, plutôt qu'un médecin ou un philosophe. Dans un poème, il proclame ce qu'il est capable d'enseigner :
« Tous les remèdes qui sont une protection contre les maux et contre la vieillesse, tu les apprendras ; car, pour toi seul, moi je réaliserai tout cela. Tu feras cesser la force des vents infatigables (...) et tu ramèneras de l'Hadès la force d'un homme défunt. »
Il se décrit comme étant au centre d'attroupement de milliers de concitoyens qui viennent :
« en lui demandant où se trouve le chemin de la richesse, quelques-uns sollicitant des oracles, tandis que d'autres cherchent à entendre la parole de salut pour toutes sortes de maladies. »
 En se présentant comme maitre des vents ou faiseur de pluie, voire immortel, Empédocle ne fait pas de distinction nette entre magie et médecine, comme le feront plus tard les médecins hippocratiques en dénonçant les « magiciens » et « purificateurs »,.
Dans les fragments dits « de Strasbourg », Empédocle inclut dans un même poème des idées disparates ou décousues qui font penser à des historiens qu'il pourrait s'agir d'ouvrages différents, à moins qu'il ne faille, selon Vivian Nutton, remettre en cause les idées préconçues sur la manière dont on exerçait la philosophie, la médecine et la magie en Grèce antique.
Selon Geoffrey E.R. Lloyd (en), Empédocle a été en même temps un guide religieux et un physicien « tous les " purificateurs " n'étaient pas des imposteurs sans cervelle : dans leur nombre figure au moins un philosophe qui a apporté à la théorie physique une contribution de valeur ».
Sa théorie des quatre éléments aura une influence sur l'école médicale de Philistion de Sicile, qui explique la santé et les maladies par la proportion dans le corps des propriétés des éléments : le chaud, le froid, le sec et l'humide.

### Religion
Son enseignement religieux fait une grande place à la nécessité de la purification. Il croit en la transmigration des âmes et conçoit le cycle des existences comme une expiation :
« 
Si jamais l'une des âmes a souillé criminellement ses mains de sang, ou a suivi la Haine et s'est parjurée, elle doit errer trois fois dix mille ans loin des demeures des bienheureux, naissant dans le cours du temps sous toutes sortes de formes mortelles, et changeant un pénible sentier de vie contre un autre.
 »

« Car je fus, pendant un temps, garçon et fille, arbre et oiseau, et poisson muet dans la mer. »

— Empédocle, De la Nature, fragments, 117
Ce faisant, Empédocle conçoit que les hommes s'entretuent en mangeant de la chair des animaux ou en les mettant à mort, faute qui conduit à se réincarner en victimes de la violence (à la manière de la rétribution des actes – karma, dans l'hindouisme ou le jaïnisme) :

« 136. Ne cesserez-vous jamais le douloureux carnage ? Ne voyez-vous pas que c'est vous-mêmes que vous égorgez stupidement ? 137. Le père saisit son fils qui a changé de forme, et l'égorge, en accompagnant son meurtre d'une prière, ô le sombre insensé ! Les assistants s'empressent d'aider au sacrifice de la victime qui implore. Le criminel, sans égard pour les supplications, l'égorge et prépare dans son palais un abominable festin. De même le fils saisit son père, les enfants leur mère, et leur arrachant la vie, dévorent leur chair. (…) 139. Hélas ! pourquoi un jour impitoyable ne m'a-t-il pas fait disparaître, avant que mes lèvres aient connu l'acte criminel de la nourriture ? »

— Empédocle, Purifications, fragments, 136, 137 et 139.

### Végétarisme
En accord avec sa théorie de la transmigration des âmes des êtres vivants, son enseignement condamnait les rituels sanglants (Empédocle offrait des « taureaux » faits de farine lors des sacrifices) et prônait le végétarisme, régime alimentaire des pythagoriciens ; à ce sujet, ses commentateurs antiques précisent :

« L'école de Pythagore et d'Empédocle d'Agrigente et le reste des Italiens enseignent que nous sommes apparentés non seulement entre nous et aux dieux, mais aussi aux animaux privés de raison ; qu'en effet unique est le souffle qui parcourt tout l'univers à la manière d'une âme et qui nous unit à ces êtres. C'est pourquoi, en les tuant, en les mangeant, nous commettons une injustice et une impiété, car nous détruisons des congénères. En conséquence de quoi ces philosophes ont conseillé de s'abstenir de ce qui a vie et ils ont imputé une impiété aux hommes qui rougissent de carnage chaud l'autel des Bienheureux. Empédocle dit quelque part (fr. 136) : « Cessez donc ce massacre aux clameurs funestes. Ne voyez-vous pas que vous vous entre-dévorez dans l'inconscience de votre esprit ? » »

— Extrait de Contre Les Dogmatiques, IX, 127, de Sextus Empiricus.

« Mais Empédocle, qui était pythagoricien, et ainsi ne mangeait de rien qui eût eu vie, fit, avec de la myrrhe, de l'encens et d'autres aromates précieux, un bœuf qu'il distribua à toute l'assemblée des jeux olympiques. »

— ATHEN. I, 5e – Hermann Diels, Die Fragmente Der Vorsokratiker.
Ce qui est confirmé par des fragments directs d'Empédocle :
« 144. Jeûnez de la méchanceté ! (— R. P. 184 c.) »
Ou, ici, Empédocle parlant de ceux qui avaient « acquis la divine sagesse » sans « opinion confuse sur les dieux » :
« 128. Ils n'avaient pas encore Arès pour dieu, ni Kydoimos, ni non plus le roi Zeus, ni Kronos ni Poséidon, mais Cypris, la reine... Ils se la rendaient propice par de pieux présents, par des figures peintes et des encens au subtil parfum, par des offrandes de myrrhe pure et des baumes à la douce senteur, répandant sur le sol des libations de miel brun. Et l'autel ne ruisselait pas du sang pur des taureaux, mais c'était parmi les hommes le plus grand crime que de dévorer leurs nobles membres après leur avoir arraché la vie. (— R. P. 184.) »
De plus, Empédocle, comme Parménide et Démocrite, considère qu'il n'y a pas d'être vivant privé de raison :

« Ainsi tous les êtres, par la volonté de la Fortune, sont doués d'intelligence. »

— Empédocle, De la Nature, fragments, 103

## La postérité littéraire d'Empédocle
Dans l'Antiquité, Empédocle est un personnage récurrent dans les écrits de Lucien de Samosate, qui l'utilise afin de railler la philosophie tout en se moquant de son prétendu suicide après s'être jeter dans l'Etna en lui donnant constamment un aspect charbonneux, calciné et rôti. 
Au XVIIe siècle, La Fontaine évoque la mort d’Empédocle dans la fable intitulée Le Cierge (fable 12 du livre IX). C'est aussi le thème du drame inachevé de Friedrich Hölderlin Der Tod des Empedokles (la mort d'Empédocle), entre 1797 et 1826. 
Le personnage d'Empédocle a inspiré à Nietzsche le projet d'une tragédie, jamais achevée. Marcel Schwob lui consacre la première de ses Vies imaginaires, qui porte pour titre : « Empédocle, Dieu supposé ».
Pendant la Grande Guerre, les spéculations d'Empédocle sur les cycles cosmiques ont inspiré Romain Rolland qui écrit Empédocle d'Agrigente et l'Âge de la Haine.
En 1938,  Gaston Bachelard applique sa « psychanalyse des convictions subjectives relatives à la connaissance des phénomènes du feu » (La Psychanalyse du feu) à l'attitude contemplative, à l'attention particulière du rêveur devant le feu. Il en dégage les caractéristiques du « complexe d'Empédocle », où s'unissent, pour l'« être fasciné » à l'écoute de « « l'appel du bûcher », amour et respect du feu, instinct de vie et de mort. Pour ce rêveur, « la destruction [par le feu] est plus qu'un changement, c'est un renouvellement. »
En 1986, le film La Mort d'Empédocle ou Quand le vert de la terre brillera à nouveau pour vous de Jean-Marie Straub et Danièle Huillet, est inspiré du drame d'Hölderlin.
En 2020, dans son roman Nos frères inattendus, Amin Maalouf prend Empédocle comme référence de fond pour l’œuvre de fiction en question.

## Sources et éditions des fragments
- Fragments

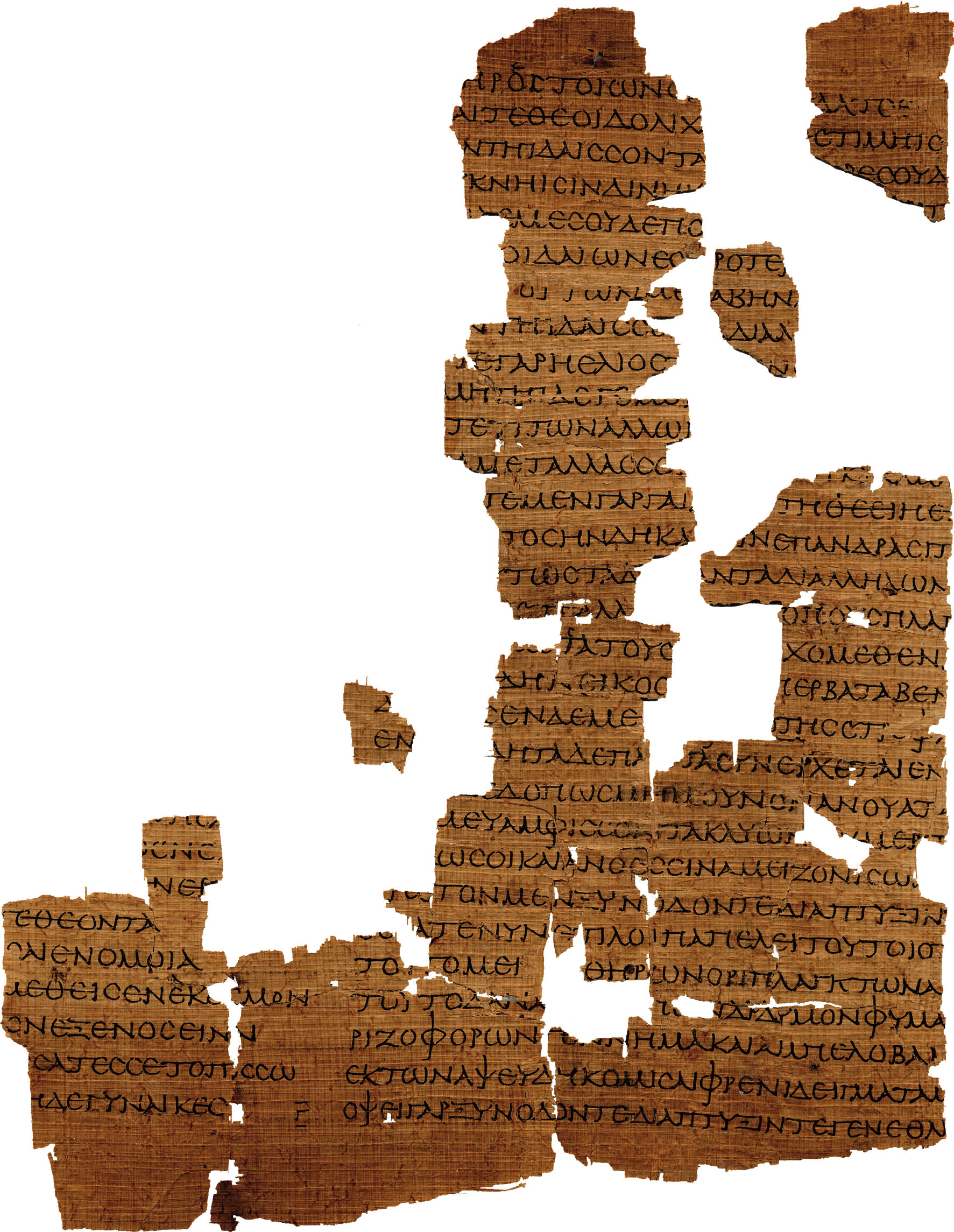
Fragments de la Physique d’Empédocle sur un papyrus de Strasbourg

  - trad. Paul Tannery (1930) 
  - trad. John Burnet 
  - Diogène Laërce, Vies, doctrines et sentences des philosophes illustres [détail des éditions]
  - Die Fragmente der Vorsokratiker, éd. Hermann Diels, Walther Kranz, 3 vol., 10e éd., Berlin, Weidmann, 1960-1961. Texte grec.
- Jean Brun, Empédocle, Seghers, coll. "Philosophes de tous les temps", 1966, p. 132-193.
- Jean Bollack, Empédocle, t. II : Les Origines. Édition et traduction des fragments et des témoignages, Paris, Éditions de Minuit, coll. « Le sens commun », 1969.
- Jean-Paul Dumont (dir.), Daniel Delattre, Jean-Louis Poirier, Les Présocratiques, Paris, Gallimard, coll. « Bibliothèque de la Pléiade », 1988 ; Jean-Paul Dumont, Les Écoles présocratiques, Paris, Gallimard, coll. « Folio Essais », 1991.
- Quintino Cataudella et Guy Schoeller (dir.), Dictionnaire des auteurs : De tous les temps et de tous les pays, vol. IV, t. II, Milan et Paris, Laffont-Bompiani, 1990 (1re éd. 1950), 791 p. (ISBN 2-221-50156-X)
- Empédocle (trad. du grec ancien par Jean Bollack), Les purifications : un projet de paix universelle, Paris, Éditions du Seuil, 2003, 144 p. (ISBN 2-02-056915-9).
- Légende et œuvre, Actes Sud, Imprimerie nationale, 1997,  (ISBN 2-7433-0188-0).
- Papyrus de Strasbourg. Alain Martin et Olivier Primavesi, L'Empédocle de Strasbourg (P. Strasb. Gr. Inv. 1665-1666). Introduction, Édition et Commentaire, Walter de Gruyter, 1999, 396 p. Composé de 52 fragments où chaque ligne correspond à un hexamètre, le papyrus témoigne de la transmission directe d'un texte d'Empédocle, par opposition à un texte où le philosophe présocratique est simplement cité. Relatant un passage du livre I de la Physique d'Empédocle consacré à l'origine de la vie, le texte traite, selon Primavesi, de la théorie du cycle cosmique, de la zoogonie (étude de l'évolution animale), de l'amour et de la migration de l'âme.
- On retrouve certaines citations et extraits de la pensée d'Empédocle dans Des Sensations de Théophraste.

## Honneur
L'astéroïde (6152) Empédocle porte son nom.
Un volcan sous-marin italien situé dans le canal de Sicile, entre la Sicile et l'île de Pantelleria, est découvert en 2006 et est baptisé: Empédocle.

#### Essais littéraires
- Gaston Bachelard :
  - La Psychanalyse du feu, chap. II « Feu & rêverie, le complexe d'Empédocle », p. 31-40, 1949, Gallimard, coll. Idées
  - Fragments d'une Poétique du Feu, chap. III : « Empédocle », p. 137-172, 1988, Presses Universitaires de France
- Friedrich Hölderlin :
  - La Mort d'Empédocle, Ed.: Actes Sud, 2004,  (ISBN 2-7427-4758-3)
  - Empédocle sur l'Etna, Ed.: Ombres, 1998,  (ISBN 2-905964-24-3)

#### Études
- André Laks et Glenn W. Most (en) (trad. du grec ancien), Les débuts de la philosophie : Des premiers penseurs grecs à Socrate, Paris, Fayard, coll. « Ouvertures bilingues », 2016, 1672 p. (ISBN 978-2213637532). Textes réunis, édités et traduits par A. Laks et G. Most dans une présentation multi-bilingue, accompagnée d'un glossaire. Ouvrage de référence
- (en) K. Scarlett Kingsley et Richard Parry, « Empedocles », dans Edward N. Zalta, The Stanford Encyclopedia of Philosophy, Metaphysics Research Lab, Stanford University, 2020 (lire en ligne). .
- Yves Battistini, Empédocle, Légende et œuvre, Éditions Imprimerie nationale dirigée par Pierre Brunel, présentation, traduction et notes par Yves Battistini, ouvrage édité à l'initiative de Marie-Claude Char, collection La Salamandre, Paris 1997,  (ISBN 2743301872)
- Denis O'Brien, « Empédocle », dans Jacques Brunschwig et G.E.R. Lloyd (en), Le Savoir grec, Paris, Flammarion, 1996 (ISBN 978-2082-103701), p. 632-645. .
- Jean Biès, Empédocle d'Agrigente. Essai sur la philosophie présocratique, Paris, Villain et Belhomme, 1969.
- Jean Biès, « Empédocle et l’Orient », Bulletin de l’Association Guillaume Budé, no 27,‎ décembre 1968, p. 365-403 (lire en ligne, consulté le 20 août 2020).
- Jean Bollack, Empédocle, t. I : Introduction à l'ancienne physique, Paris, Éditions de Minuit, coll. « Le sens commun », 1965 (présentation en ligne).
- Jean Bollack, Empédocle, t. II : Les Origines. Édition et traduction des fragments et des témoignages, Paris, Éditions de Minuit, coll. « Le sens commun », 1969.
- Jean Bollack, Empédocle, t. III : Les Origines. Commentaire 1 et 2, Paris, Éditions de Minuit, coll. « Le sens commun », 1969.
- Jean Brun, Empédocle ou Le Philosophe de l'Amour et de la Haine, Seghers, coll. "Philosophes de tous les temps", 1966, p. 1-132.
- Empédocle (trad. du grec ancien par Jean Bollack), Les purifications : un projet de paix universelle, Paris, Éditions du Seuil, 2003, 144 p. (ISBN 2-02-056915-9).
- Marcel Détienne, « La “démonologie” d’Empédocle », Revue des Études Grecques, t. 72, nos 339-343,‎ 1959, p. 1-17 (lire en ligne, consulté le 20 août 2020).
- Annick Stevens, « La physique d’Empédocle selon Simplicius », Revue belge de philologie et d’histoire, t. 67, no 1,‎ 1989, p. 65-74 (lire en ligne, consulté le 20 août 2020).
- Simonne Jacquemard, Trois Mystiques grecs : Orphée, Pythagore, Empédocle, Paris, Albin Michel, coll. « Spiritualités vivantes », 1997, 172 p. (ISBN 978-2-226-08946-5).
- Christine Mauduit, « Les miracles d'Empédocle ou la naissance d'un thaumaturge », Bulletin de l'Association Guillaume Budé, no 57,‎ février 1998, p. 289–309 (lire en ligne) ;
- Romain Rolland, Empédocle d'Agrigente, (dissertation) édition du Sablier, Paris, 1931.
- Marcel Schwob, Vies imaginaires, « Empédocle », Bibliothèque-Charpentier, 1896 :
- Maïa Todoua, « Empédocle : Empêche-vents ou dompteur des mauvais génies ? Réflexions autour du Fr. 111 Diels-Kranz », Bulletin de l'Association Guillaume Budé, no 1,‎ 2005, p. 49–81 (lire en ligne)
- Jean Zafiropulo, Empédocle d'Agrigente, Société d'édition « Les Belles lettres », Paris, 1953.
- Eduard Zeller, La Philosophie des Grecs (1844-1852), vol. I et II, trad. Émile Boutroux, Paris, 1877-1884 Lire en ligne le tome 2 sur Gallica
- Turenko V. Épiménide vs Empédocle: comment les premiers philosophes grecs ont combattu les pandémies. (In Ukrainian + English summary), Pensée philosophique, 2020, (4), 39-49